# Tim Mulgan
Tim Mulgan är en brittisk filosof och professor i moralfilosofi och politisk filosofi vid University of St Andrews. Han har författat ett stort antal vetenskapliga artiklar, samt till dags dato tre böcker. Han är sittande redaktör för tidskriften The Philosophical Quarterly.